# Fwa
Fwa eller M'Fwa är en flod i Kongo-Kinshasa, ett biflöde till Lubi. Den ingår i gränsen mellan provinserna Kasaï Central och Kasaï-Oriental, i den centrala delen av landet, 900 km öster om huvudstaden Kinshasa. Floden vidgar sig till sjön lac Fwa.